# Ždeglovo
Ždeglovo (cyr. Ждеглово) – wieś w Serbii, w okręgu jablanickim, w gminie Lebane. W 2011 roku liczyła 634 mieszkańców.